# M45 (missile)

Comparazione dei diversi sistemi nucleari:
a sinistra, il SNLE (tipo Classe Le Redoutable) con il missile M4;
al centro, il SNLE-NG (tipo Classe Le Triomphant) con l'attuale M45;
a destra il futuro missile M51.

L'M45 è un missile balistico lanciato da sottomarini (SLBM) intercontinentale, o con la notazione francese MSBS (che sta per Mer-Sol Balistique Stratégique mare-terra balistico strategico), in dotazione della FOST (Force océanique stratégique française) come componente marina della force de frappe.
Ci sarebbero state circa 288 testate nucleari sui vettori M45 in dotazione alla FOST (Force océanique stratégique française) della Marine nationale.
A partire dal 2010 in lenta progressione i missili M45 sono stati sostituiti da 60 missili M51 con gittata intercontinentale, ora in dotazione come deterrente nucleare dei sottomarini SNLE-NG dalla Marine nationale

## Descrizione
I missili, derivati dal M4, sono prodotti da Aérospatiale (ora EADS SPACE Transportation). Inizialmente, venne considerata di fare una versione dell'ICBM basato a terra ma questi progetti vennero scartati nel 1996 in favore di un dispiegamento completamente navale.
Il M45 differisce dal predecessore per la sua maggiore portata (6.000 km vs. 4.000 km), la sua maggiore precisione, per le sue capacità di penetrazione e per le nuove testate TN 75. Ogni missile trasporta 6 MIRV, ciascuno armato con delle testate nucleari di 100 kT.
Il M45 ha registrato una precisione di 350 m CEP usando un sistema di navigazione inerziale unitamente con un controllo computerizzato. Sarà sostituito dal missile M51, attualmente in fase di sviluppo, che dovrebbe essere introdotto dal 2010.
|                           | M-4A              | M-4B              | M-45              |
| ------------------------- | ----------------- | ----------------- | ----------------- |
| In servizio               | Maggio 1985       | 1987              | Marzo 1997        |
| Massa al lancio           | 35 t              | 35 t              | 35 t              |
| Lunghezza                 | 11.05 m           | 11.05 m           | 11.05 m           |
| Diametro                  | 1.93 m            | 1.93 m            | 1.93 m            |
| Gittata                   | 4000 km           | 5000 km           | 6000 km           |
| Altitudine                | 1000 km           | 1000 km           | 1000 km           |
| Testata                   | 6 TN-70 da 150 kT | 6 TN-71 da 150 kT | 6 TN-75 da 110 kT |
| Guida                     | Inerziale         | Inerziale         | Inerziale         |
| Vettore                   | SNLE              | SNLE              | SNLE-NG           |
| Testate attive (2002)     | 16                | 16                | 32                |
| Testate in riserva (2002) | 96                | 96                | 192               |

## Test
Nel marzo 1986, un missile M4 venne lanciato e percorse 6.000 km fino al suo obiettivo; pare che fosse il primo volo di prova del M45.
La notte tra il 1-2 giugno 2004, il sottomarino della classe Le Triomphant "Le Vigilant (S 618)" lanciò una versione del M45 dal sud della Bretagna; il missile colpì il suo obiettivo nei pressi della Guyana francese.